# Paul Abraham Giral
Paul Abraham Giral est un homme politique français né le 13 septembre 1766 à Varize-Vaudoncourt (Lorraine) et décédé à une date inconnue.
Propriétaire, administrateur du département, il est ensuite accusateur public près le tribunal criminel de la Moselle. Il est élu député de la Moselle au Conseil des Cinq-Cents le 24 germinal an VI.

## Sources
- « Paul Abraham Giral », dans Adolphe Robert et Gaston Cougny, Dictionnaire des parlementaires français, Edgar Bourloton, 1889-1891 [détail de l’édition]